# Dream Theater (álbum)
Dream Theater é o décimo segundo álbum da banda estadunidense de metal progressivo de mesmo nome, lançado no dia 24 de setembro de 2013 pela Roadrunner Records.

## Histórico
As primeiras letras do álbum começaram a ser escritas durante a turnê do antecessor A Dramatic Turn of Events, em Abril 2012. Durante passagens de som, a banda fazia jams e gravava algumas ideias, enquanto que o guitarrista John Petrucci tentava alguns materiais compostos independentemente. Foi só em janeiro de 2013 que o grupo começou a trabalhar em estúdio, voltando para o Cove City Sound Studios em Glen Cove, Nova Iorque, onde o álbum anterior também havia sido gravado. O processo de escrita terminou em maio. Em 6 de junho, a banda anunciou o título e a data de lançamento do álbum.
Sobre o álbum, John Petrucci comentou: "Eu vejo cada novo álbum como uma oportunidade para começar de novo. Para ou construir ou melhorar uma direção que veio evoluindo com o tempo ou para se aventurar em terrenos totalmente novos. Este é o primeiro álbum autointitulado da nossa carreira e não há nada que eu consiga pensar que faça uma afirmação de identidade musical e criativa mais forte do que isso. Nós exploramos totalmente todos os elementos que nos tornam únicos, do épico e intenso ao atmosférico e cinemático. Nós estamos incrivelmente excitados com Dream Theater  e mal podemos esperar para que todos o ouçam."
Em 9 de julho, a banda anunciou a lista de faixas e a capa do álbum.
Em 16 de Setembro de 2013, o álbum já estava disponível na integra para streaming, através do SoundCloud Player. No mesmo dia, ocorre o vazamento do álbum inteiro.

## Composição
Dream Theater será o primeiro álbum com o novo baterista Mike Mangini totalmente integrado ao processo criativo desde o início; já que John Petrucci programou as baterias em A Dramatic Turn of Events. Sobre o trabalho de Mike, John Petrucci comentou: "Quando as pessoas ouvirem a bateria neste álbum, elas ficarão muito loucas. No último álbum, ele fez um grande trabalho, mas ele não estava lá para o processo de criação e estava interpretando partes de bateria que eu havia programado. Mesmo que ele tenha usado sua criatividade, é claro, para mudá-las e fazer seu próprio negócio, eu sinto que agora ele é o Mike Mangini solto. É todo ele. É toda a sua criatividade, todas as suas decisões e ideias e mano, o cara é um animal."
O álbum terá uma faixa instrumental (faixa 4), algo que a banda não fazia em álbuns de estúdio desde o Train of Thought, de 2003, que incluiu a faixa sem vocais "Stream of Consciousness". Como os álbuns mais recentes do Dream Theater, todas as faixas de Dream Theater tíveram nomes provisórios dados às faixas durante a fase de produção.
Para a gravação do álbum, John Petrucci usou unicamente guitarras Music Man JP13 de 6 e 7 cordas.

## Faixas[6]
Todas as letras escritas por John Petrucci, exceto onde especificado, todas as músicas compostas por Petrucci, Jordan Rudess, James LaBrie, John Myung, Mike Mangini, exceto onde especificado.
| N.º | Título | Duração |  |
| 1.  | "False Awakening Suite" (Instrumental, música por Petrucci, Rudess) - I. "Sleep Paralysis" - II. "Night Terrors" - III. "Lucid Dream"                                          | 2:42    |  |
| 2.  | "The Enemy Inside" | 6:17    |  |
| 3.  | "The Looking Glass" | 4:53    |  |
| 4.  | "Enigma Machine" (Instrumental, música por Petrucci, Rudess, Myung, Mangini)                                                                                                   | 6:02    |  |
| 5.  | "The Bigger Picture" | 7:41    |  |
| 6.  | "Behind the Veil" | 6:53    |  |
| 7.  | "Surrender to Reason" (Letras por Myung) | 6:35    |  |
| 8.  | "Along for the Ride" (Música por Petrucci, Rudess) | 4:45    |  |
| 9.  | "Illumination Theory" - I. "Paradoxe de la Lumière Noire" - II. "Live, Die, Kill" - III. "The Embracing Circle" - IV. "The Pursuit of Truth" - V. "Surrender, Trust & Passion" | 22:18   |  |

## Músicos
- James LaBrie - vocal
- John Petrucci - guitarra, produção
- John Myung - baixo
- Mike Mangini - bateria, percussão
- Jordan Rudess - teclados

## Paradas
| Parada (2013)                     | Melhor posição |
| --------------------------------- | -------------- |
| Australian Albums Chart           | 15             |
| Canadian Albums Chart             | 5              |
| CAPIF                             | 3              |
| Dutch Top 40                      | 4              |
| Oricon Albums Chart               | 1              |
| Productores de Música de España   | 11             |
| Schweizer Hitparade               | 5              |
| Swedish Charts                    | 5              |
| The Official Finnish Charts       | 2              |
| Top 50 Prodejní                   | 4              |
| Tracklisten                       | 6              |
| UK Albums Chart                   | 15             |
| UK Rock Chart                     | 1              |
| Ultratop                          | 16             |
| US Billboard 200                  | 7              |
| US Billboard Tastemaker Albums    | 3              |
| US Billboard Top Digital Albums   | 10             |
| US Billboard Top Hard Rock Albums | 1              |
| US Billboard Top Rock Albums      | 3              |
| VG-lista                          | 7              |